# Ulrike Meinhof
ma oggi la luna ha una faccia da strega / e il sole ha lasciato i suoi raggi in cantina.»
(da Incubo numero zero di Claudio Lolli)
Ulrike Marie Meinhof (Oldenburg, 7 ottobre 1934 – Stoccarda, 9 maggio 1976) è stata una giornalista, terrorista e rivoluzionaria tedesca, cofondatrice del gruppo armato tedesco-occidentale di estrema sinistra Rote Armee Fraktion, meglio noto come "R.A.F." e conosciuto dalla stampa anche come Banda Baader-Meinhof.

## Biografia
I suoi genitori si sposarono nel 1928, anno nel quale, il padre, Werner Meinhof (1901–1940), storico dell'arte (che partecipò nel 1937 alla crociata nazista sull'arte degenerata consegnando opere per essere distrutte), divenne assistente di ricerca presso il museo statale di Storia di Oldenburgo.
Nel 1933 entrò a far parte del NSDAP e dal 1936 diresse il Museo della città di Jena . 
La madre era Ingeborg Guthardt (1909-1949). 
Dopo la morte del marito, Ingeborg divenne amica della pedagogista Renate Riemeck (1920-2003), attivista  dei diritti umani, pacifista. Dopo la morte nel 1949 di Ingeborg, la Riemeck ricevette la tutela delle sue figlie Ulrike e Wienke Meinhof (1931-2017).
In seguito la Riemeck implorerà la figlia adottiva di allontanarsi dal terrorismo. Nella rivista "Konkret" del 1971 scrive ("Gib auf, Ulrike": "Arrenditi, Ulrike!") chiedendo espressamente di porre fine alla lotta armata nella RAF, pur senza condannare le motivazioni originarie della sua amata figlia adottiva e il testo si può interpretare ambiguamente: ""Si dovrebbe cercare di misurare le possibilità della guerriglia urbana della Germania occidentale con la realtà sociale di questo Paese"."
A Oldenburg Ulrike Meinhof frequentò dal 1946 al 1952 l'istituto cattolico femminile Liebfrauenschule e per un certo periodo la scuola Rudolf Steiner di Wuppertal. Nel 1955 si diplomò al liceo "Philippinum Weilburg", e fondò il giornaletto scolastico Spektrum.
All'inizio fu giornalista militante della sinistra radicale tedesco-occidentale, ed ebbe numerosi e fervidi contatti con membri dell'intellighenzia letteraria tedesca, tra cui Heinrich Böll, che scrisse un articolo su di lei, Hans Mayer e Marcel Reich-Ranicki. Fu coinvolta anche nel movimento anti-nucleare e fu redattrice del giornale radicale Konkret.
Nel 1961 sposò Klaus Reiner Röhl (1928-2021), giornalista ed editore del giornale comunista konkret, in cui lavorava la Meinhof, con il quale ebbe (1962) due figlie, le gemelle Bettina, futura scrittrice e Regine che diventerà un medico a Berlino.
Nel 1968 divorziò dal marito e aumentò il proprio impegno politico, venendo coinvolta in gruppi estremisti con base a Berlino Ovest, e maturando un senso sempre maggiore di frustrazione per l'inerzia e la poca forza ribelle dei gruppi radicali e della sinistra. Il 14 maggio 1970 aiutò il terrorista e rapinatore Andreas Baader a evadere dalla prigione, in quella che venne considerata la sua prima azione e l'inizio della Rote Armee Fraktion (RAF).
Dopo la evasione di Baader, Ulrike Meinhof si diede alla clandestinità insieme ad altri estremisti, dando vita al gruppo che venne ribattezzato dalla stampa tedesca "Banda Baader-Meinhof". Le figlie della Meinhof vennero condotte in Sicilia, dove vissero per quattro mesi in una baracca nella Valle del Belice con alcuni hippy tedeschi, fino a quando Stefan Aust, amico del padre, riuscì a raggiungerle e a riconsegnarle al padre in Germania, poche ore prima che le bimbe venissero trasferite in un campo di terroristi mediorientale.
Unita al gruppo di fuoco della RAF, Ulrike trascorse un periodo in Giordania per essere addestrata all'uso delle armi. Dopo il rientro in Germania, il gruppo effettuò furti e attentati a impianti industriali e basi militari statunitensi, nei quali rimasero uccise varie persone. Durante la clandestinità Ulrike Meinhof elaborò ciò che divenne il documento programmatico della RAF: ella scrisse molti dei trattati e dei manifesti che il gruppo produsse, incluso quello sul concetto di guerriglia urbana, descrivendo quello che chiamava sfruttamento dell'uomo comune da parte dell'imperialismo dei sistemi capitalisti.
(Ulrike Marie Meinhof)

### Detenzione e morte
Il 15 giugno 1972, attorno alle 19:00 venne catturata a Langenhagen, località distante 12 km da Hannover, mentre cercava di nascondersi in un appartamento in Walsroder Straße 11, vicino a Berliner Platz. La polizia ne era venuta a conoscenza tramite l'inquilino dell'appartamento Fritz Rodewald di professione insegnante. La sera prima, una giovane donna si era presentata nella sua casa chiedendo il favore di ospitare due persone per due o tre giorni. Rodewald aveva acconsentito e aveva dichiarato quando sarebbe stato raggiungibile per i due visitatori. Tuttavia, parlando con il suo compagno quella sera e nel corso del giorno successivo, creato anche dal clima emotivo dell'epoca, dagli appelli fatti in televisione, giornali, radio, dai poster identificativi messi quasi 
ovunque, iniziò a sospettare che queste persone potessero essere membri della RAF. Rodewald non esitò a contattare la polizia, che immediatamente iniziò la sorveglianza dell'appartamento e le vie limitrofe. Tutto iniziò verso le 16:30. Intorno alle 17:50 una donna (non ancora al momento identificata, la Meinhof) e Gerhard Müller (1948-2007) entrarono nell'appartamento di Rodewald perché non si trovava all'interno, come la polizia gli aveva ovviamente ordinato. Quando Müller lasciò l'appartamento verso le ore 19 per contattare i suoi gruppi di sostegno recandosi verso una vicina cabina telefonica (unico sistema all'epoca per comunicare) la polizia intervenne in forze massicce. Müller fu arrestato prima che potesse prendere la sua arma. Gli altri agenti di polizia, che, come detto, ignoravano l'identità della donna, iniziarono la perquisizione dell'appartamento. La Meinhof riuscì ad essere arrestata ma oppose una fortissima resistenza. Questo importantissimo giorno pose fine alla terrificante "offensiva di maggio" costituita da rapine, assalti e omicidi (da loro sempre giustificati politicamente) in quanto la prima linea della leadership della RAF fu fermata.
Nell'appartamento furono confiscati numerosi oggetti, tra cui armi, munizioni e bombe fatte in casa, come quelle trovate in altri appartamenti cospiratori della RAF e utilizzate negli attacchi dell'"offensiva di maggio". 
Questo avvenimento rimase impresso nella memoria collettiva della città di Langenshagen molti anni dopo. Nel febbraio 1997, un gruppo di artisti "p.t.t.red" (paint the town red, colora la città di rosso) ha ricordato "Ulrike Meinhof parla del suo arresto a Langenhagen" in una  manifestazione artistica di 4 giorni durante la kermesse "Außerparlamentarische Situation".
Armi da fuoco furono sequestrate anche durante l'arresto di Gudrun Ensslin il 7 giugno 1972 ad Amburgo. Bernhard Braun e Brigitte Mohnhaupt trasportavano ordigni esplosivi e armi simili quando furono arrestati il 9 giugno 1972 a Berlino Ovest. Gli investigatori hanno trovato ad Hannover le chiavi di Gerhard Müller che davano loro accesso alle officine degli ordigni cospirativi a Francoforte sul Meno e in altre città. Il 15 e 16 giugno 1972 gran parte della restante logistica della RAF fu distrutta, furono sequestrate armi e bombe operative e furono confiscati i materiali necessari per molti altri ordigni esplosivi. Solo il 15 giugno 1972 terminò l'offensiva di maggio della RAF, che senza l'enorme pressione di ricerca e l'arresto dei membri più importanti della RAF avrebbe sicuramente portato ad altri sanguinosi attacchi.
La Meinhof in data 29 novembre 1974 fu condannata a 8 anni di prigione per l'attentato con esplosivo alla casa madre della casa editrice Axel Springer Verlag, fatto avvenuto ad Amburgo nel 1972 e che causò il ferimento di 17 persone.
Morte per suicidio nel carcere di Stammheim
Il 9 maggio 1976, domenica, alle ore 7:34 del mattino, nella cella 719 al settimo piano, della prigione di massima sicurezza  di Stammheim, gli agenti della polizia penitenziaria (Justizvollzugsbeamte) trovano Ulrike Meinhof appesa senza vita all'inferriata della finestra. Sei minuti dopo, uno dei medici della prigione nel referto scrive che è deceduta per strangolamento.
Traugott Bender (1927-1979) in quel periodo ministro della Giustizia del Baden-Württemberg, spiegherà dopo alcune ore che Ulrike Meinhof è stata vista viva per l'ultima volta la sera precedente intorno alle 22:00, si erano sentiti dei rumori nella sua cella fino alle 22:30 circa. Sulla salma viene effettuata l'autopsia.
I simpatizzanti della RAF usarono il termine "esecuzione voluta dallo Stato".
La notizia del decesso in simili condizioni scatenò un'ondata di violenza in Germania e all'estero: ci furono manifestazioni di militanti a Berlino Ovest e a Francoforte sul Meno. In questa città fu effettuato un attentato esplosivo contro la "Rhein-Main Air Base" (chiuderà nel 2005) allora quartier generale delle forze armate statunitensi.
L'avvocato della Meinhof, Otto Schily, (nato 1932) che difese anche uno dei fondatori della RAF, Horst Mahler e Gudrun Ensslin, liquidò il fatto come "omicidio anonimo". Dal carcere il terrorista Jan-Carl Raspe disse che Ulrike fu giustiziata.
Ulrike Meinhof è stata la più famosa fondatrice considerata la "voce della RAF". Prima di intraprendere la lotta armata, la giornalista era una gradita ospite nella società liberale di sinistra di Amburgo.
Anche la dura detenzione potrebbe averla distrutta psicologicamente: oltre ad essere sempre più disprezzata dal resto dei membri della banda era tra tutti i prigionieri della organizzazione armata quella tenuta nell'isolamento più lungo e più duro. Aveva in corso un altro processo in cui rischiava l'ergastolo.
Le autorità carcerarie affermarono che si fosse suicidata, ma all'autopsia ufficiale non furono ammessi testimoni e la commissione indipendente che eseguì la seconda autopsia poté solo appurare che la morte sopraggiunse effettivamente per impiccamento.
I membri della RAF sostennero tuttavia che fosse stata uccisa, senza portare però alcuna prova. L'anno successivo, il 18 ottobre 1977, (periodo noto come Autunno tedesco) ebbero lo stesso destino alcuni suoi compagni detenuti nella medesima prigione, tra cui Baader e la Ensslin.

La Commissione d'inchiesta internazionale, composta di vari esperti, sostenne inizialmente la tesi dell'omicidio, portando anche alcuni dati medici che facevano pensare ad atti di violenza subiti. Rilevò inoltre che i segni clinici post-mortem rivelavano piuttosto un decesso per compressione del nervo vago, ossia per pressione sulla carotide che può provocare un arresto cardiaco riflesso, che porta direttamente alla morte senza anossia. L'analisi dei vestiti e del corpo della Meinhof rivelò anche possibili segni di violenza sessuale come ecchimosi ed escoriazioni, anche se non fu possibile affermarlo con certezza. Alla fine, però, tutti i rapporti archiviarono il caso come suicidio:
Funerale della Meinhof
Anche il funerale della Meinhof a Berlino il 15 maggio 1976 si trasformò in una grande manifestazione. Al cimitero della Trinità di Mariendorf 4.000 radicali di sinistra fecero l'ultima scorta ai defunti ed erano in servizio circa 1.000 agenti di polizia. La sinistra radicale presentò il personaggio Ulrike Meinhof come una martire, altri paragonandola a Rosa Luxemburg, altri addirittura come una Santa Giovanna d'Arco. Il premio Nobel Elfriede Jelinek le dedicò l'opera teatrale "Ulrike Maria Stuart", interpretato dalla critica come l'"allegro canto del cigno per la sinistra radicale". Altri ancora si sentivano dispiaciuti per "l'angelo caduto".
Il londinese The Times commentò: "La fine di una vita sprecata è sempre triste".
La figlia Bettina

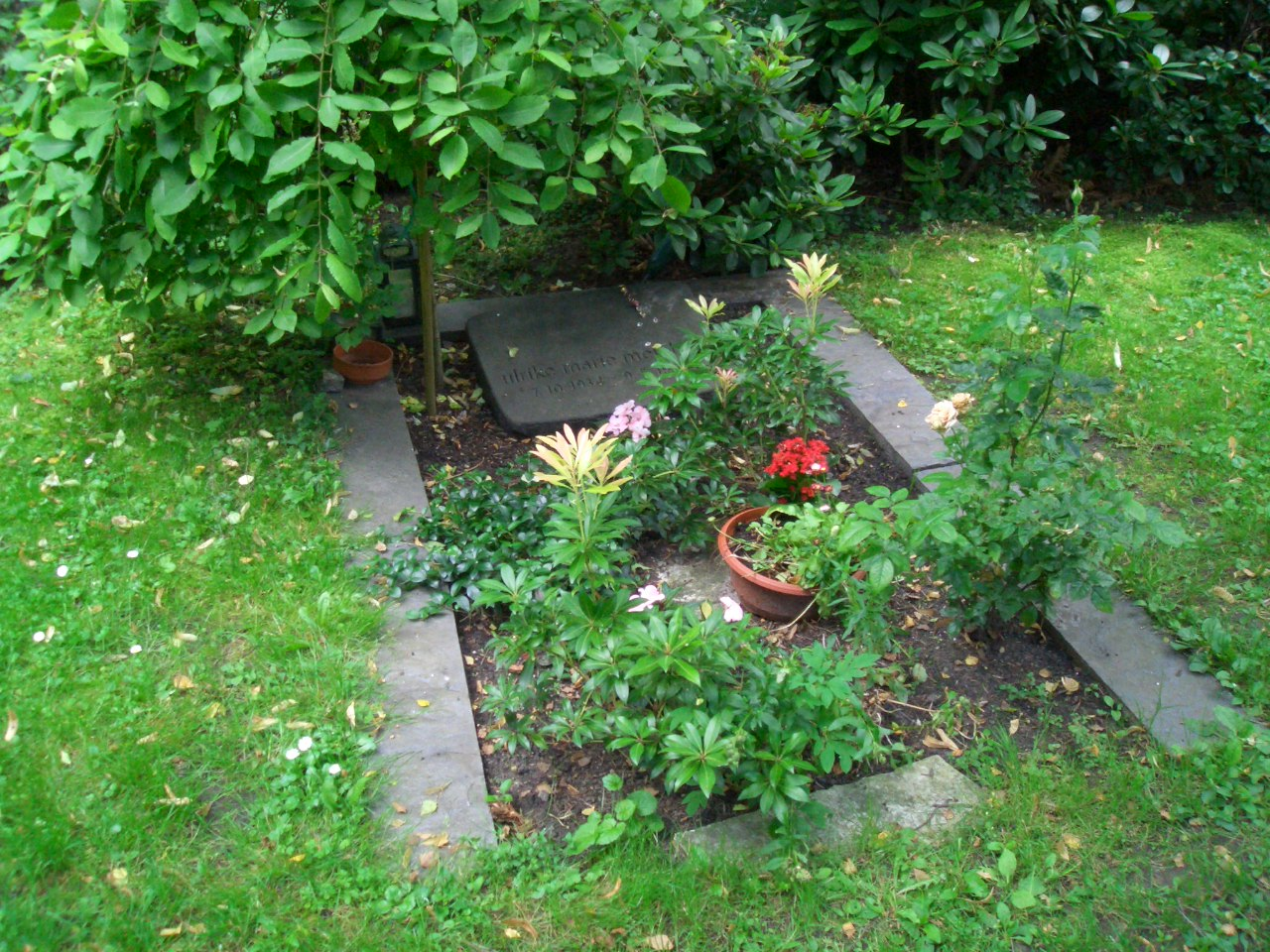
Mariendorf, la tomba di Ulrike Meinhof

Il cervello di Ulrike fu trafugato dal neuropatologo Jürgen Pfeiffer e inviato all'Istituto di psichiatria e medicina psicosomatica dell'Università di Magdeburgo, dove fu analizzato dallo scienziato Bernhard Bogerts, il quale ipotizzò un evidente stato di pazzia, dovuto a un fallito intervento chirurgico al cervello per l'asportazione di un tumore benigno, subito dalla Meinhof nel 1962. 
Fu diagnosticato un danno esteso ai tessuti del lobo temporale destro che il neuropatologo segnò nel suo rapporto del 1976, non solo all'esterno (nella corteccia cerebrale) ma in profondità nel midollo spinale e (quel che è peggio) molto vicino a quella zona detta amigdala. È l'area alla base del cranio dove ha sede il dipartimento delle emozioni, nel cervello umano e dove quindi si trovano gli istinti primordiali.
Il referto del professore Bogerts, venne tenuto segreto perché implicitamente contestava la legittimità della condanna subita dalla Meinhof, a causa della sua presumibile incapacità di intendere e volere. 
Dopo lunghe indagini, la figlia Bettina ha scoperto che da 25 anni il cervello sezionato della madre era conservato in un armadio metallico nel magazzino dell'università di Magdeburgo e ne ha preteso la ricongiunzione con i resti sepolti nel cimitero evangelico di Mariendorf. Il gesto è avvenuto il 19 dicembre 2002.
La figlia Bettina Röhl ha scritto nel 2018 un libro critico intitolando "sulla frenesia che coinvolse la Germania Ovest nel 1968" con la copertina "Die RAF hat Euch lieb", ("La RAF vi ama") - "Die Bundesrepublik im Rausch von '68".

## Rapporti con Baader e la Ensslin
Soprattutto verso la fine, i rapporti con la Ensslin si erano fatti molto tesi. Uno dei motivi fu, nel marzo 1976, quello riguardante i fascicoli del membro RAF Karl-Heinz Ruhland, divenuto un testimone-chiave che la Meinhof avrebbe dovuto richiedere all'avvocato difensore Ströbele. Ruhland aveva appena rilasciato un'intervista al settimanale Spiegel. Andreas Baader, sorvegliato dai secondini, fu visto scrivere su alcuni testi di Ulrike Meinhof la parola  "scheisse" (merda). Fra marzo e aprile 1976 il conflitto soprattutto con la Ensslin si intensificò. Il litigio tra le due donne è ricostruito grazie ai frammenti confiscati dagli agenti BKA del penitenziario di massima sicurezza.
La Ensslin ricevendo una lettera da parte della Meinhof prima di spedirla alle guardie per il controllo: "Poiché la cosa di Ulrike fa un'impressione visivamente lacunosa", si corregge, "la riscriverò a macchina prima di spedirla e tralascerò una frase finale perché non potrebbe più esprimere il nostro rapporto con Ströbele" (1939-2022, l'avvocato difensore). "E inoltre eliminerò due o tre di quelle parole riempitive di lusso, che fanno perdere tempo, come "eben" (semplicemente)..."

## Cultura di massa
- Nel 1974 gli Area le dedicano il brano Lobotomia dell'album Caution Radiation Area.
- La carcerazione di Ulrike Meinhof fu cantata da Claudio Lolli nel brano Incubo numero zero (in particolare nelle prime due strofe e nell'ultima), pubblicato nel concept album Disoccupate le strade dai sogni del 1977.
- Il 4 novembre 1977 gli alpinisti feltrini Diego Dalla Rosa e Aldo Bortolot aprono la via di arrampicata "Ulrike Meinhof" (250m, V+, A1) sulla Cima del Diàol, nel gruppo dei Monti del Sole (Parco nazionale delle Dolomiti Bellunesi).
- Nel 1978 Giovanna Marini dedicò alla Meinhof una canzone dal titolo Ulrike Meinhof, inclusa nel suo album Correvano coi carri. Il testo descrive la morte della donna come un assassinio di Stato (assassinata nella Germania che salva il dollaro e salva la lira e semina ancora l'acciaio, la morte e la tortura).
- Nel 1978 Dario Fo e Franca Rame scrissero il monologo Io, Ulrike, grido...
- I Chumbawamba le dedicano il brano Ulrike nell'album Slap! del 1990.
- Nel 1998 il gruppo electronic/downtempo svedese Doris Days le dedica il brano To Ulrike M., nel quale è contenuto un passaggio in lingua tedesca, probabilmente risalente ad una registrazione vocale della stessa Meinhof.
- Nel film La banda Baader Meinhof, del 2008, il personaggio di Ulrike Meinhof è stato interpretato da Martina Gedeck.
- Nel 2017 il cantautore basco Fermin Muguruza insieme al gruppo electro/indie catalano The Suicide of Western Culture le dedicano il brano Berlin-Ulrike Meinhof.